# Ficus distichoidea
Ficus distichoidea är en mullbärsväxtart som beskrevs av Friedrich Ludwig Diels. Ficus distichoidea ingår i släktet fikonsläktet, och familjen mullbärsväxter. Inga underarter finns listade i Catalogue of Life.